# 荒川祐吉
荒川 祐吉（あらかわ ゆうきち、1923年12月28日 - 2018年5月26日）は、日本の商学者・経営学者。学位は、商学博士。神戸大学名誉教授。福田敬太郎門下。兵庫県出身。
ゼミ出身者に亀井範雄元東邦テナックス社長などがいる。

## 略歴
- 1946年9月：神戸経済大学経営学科（現神戸大学経営学部）を卒業。

- 1952年2月：神戸大学経営学部助教授に就任。

- 1961年2月：神戸大学経営学部教授に就任。

- 1962年：『小売商業構造論』（1961年、千倉書房）で商学博士の学位を取得。

- 1978年～1980年：神戸大学経営学部学部長。

- 1986年～1991年：日本商業学会会長[2]。

- 1987年3月：神戸大学を定年退官。

- 1987年4月：神戸大学より名誉教授の称号を授与される。広島経済大学教授。

- 2018年5月：逝去[3]

## 叙位・叙勲
2000年4月：勲二等瑞宝章受章。

## 著書
- 『現代配給理論』千倉書房、1960年4月。
- 『小売商業構造論』千倉書房、1962年11月。
- 『体系マーケティング・マネジメント』千倉書房、1966年。（森下二次也と共編著）
- 『マーケティング経営論』（古川栄一・占部都美・宮下藤太郎〔編〕『新経営学全集』第4巻）、日本経営出版会、1967年。
- 『商業構造と流通合理化』千倉書房、1969年。
- 『流通政策への視角』千倉書房、1973年。
- 『流通研究の新展開』（福田敬太郎博士喜寿記念論文集）千倉書房、1974年。（編著）
- 『商業学：現代流通の理論と政策』有斐閣、1974年。（久保村隆祐と共編著）
- 『マーケティングにおける国際性と社会性』千倉書房、1977年5月。（山中均之と共編著）
- 『マーケティング・サイエンスの系譜』千倉書房、1978年。
- 『現代商学全集』中央経済社。（久保村隆祐と共に総編集）
  - 第1巻：『商学原理』、1983年7月15日。
- 『流通研究論集』千倉書房。
  - 第1巻：『流通研究の方法論』、1988年10月。
  - 第2巻：『流通研究の潮流』、1988年12月。
  - 第3巻：『マーケティング管理論考』、1989年4月。
  - 第4巻：『販売促進と消費者行動』、1989年8月。
  - 第5巻：『卸売商業構造論』、1990年3月。
  - 第6巻：『戦時統制と中央卸売市場』、1990年7月。
  - 第7巻：『経済発展と流通機構』、1991年6月。
  - 第8巻：『流通構造，商業経営及び流通政策』、1991年11月。
  - 第9巻：『日本の流通とマーケティング』、1994年8月。
  - 第10巻：『流通研究の回顧と展望』、1996年7月。
- 久保村隆祐・荒川祐吉〔監修〕、鈴木安昭・白石善章〔編〕『最新商業辞典』同文舘出版、1982年4月30日。